# Premio Compasso d'oro 2022
Il premio Compasso d'oro 2022 è stata la 27ª edizione della cerimonia di consegna del Premio Compasso d'oro. Si è svolta all'ADI Design Museum di Milano il 20 giugno 2022.

## Giuria
La giuria della XXVII era così composta:
- Annachiara Sacchi (presidentessa)
- Mario Cucinella
- Stefano Micelli
- Cloe Piccoli
- Mirko Zardini

## Compasso d'oro
I venti premi della XXVII edizione sono stati assegnati ai seguenti prodotti:
| Prodotto                                      | Descrizione                     | Azienda                                                   | Designer, autore o sviluppatore                                                                                           |
| --------------------------------------------- | ------------------------------- | --------------------------------------------------------- | --- |
| ØG Zero Gravity                               | sistema di ante scorrevoli      | Secco Sistemi                                             | |
| Belt                                          | sistema di illuminazione        | FLOS                                                      | Ronan & Erwan Bouroullec                                                                                                  |
| Plato                                         | sedia                           | Magis                                                     | Jasper Morrison |
| Ordine                                        | sistema di cottura alimenti     | Fabita                                                    | Adriano Design |
| Pagani Huayra Roadster BC                     | automobile                      | Pagani Automobili                                         | Horacio Pagani |
| E-Worker                                      | muletto                         | Merlo                                                     | Pier Luigi Porta (designer), Felice Contessini (coordinatore), Francesco Bessone (progettazione tecnica)                  |
| Lambrogio & Lambrogino                        | biciclette                      | Repower                                                   | Makio Hasuike & Co. |
| Goliath CNC                                   | mini robot industriale          | Springa                                                   | |
| Klipper                                       | pannelli fonoassorbenti         | Caimi Brevetti                                            | Felicia Arvid |
| MiaHand                                       | protesi biomediche              | Prensilia                                                 | Elastico Disegno |
| Delcon Milano                                 | attrezzatura medica ospedaliera | Delcon                                                    | Cefriel |
| Isinnova Easy-COVID 19                        | attrezzatura medica ospedaliera | Isinnova                                                  | Cristian Fracassi, Alessandro Romaioli                                                                                    |
| Ostuni                                        | pannelli di rivestimento        | Saib                                                      | R&D Saib |
| RH120                                         | pannelli di rivestimento        | RiceHouse                                                 | Tiziana Monterisi, Alessio Colombo                                                                                        |
| Consegne etiche                               | servizio di consegna            | Idee in Movimento per Fondazione per l'Innovazione Urbana | Dynamo |
| IO                                            | app di servizi pubblici         | Presidenza del Consiglio dei ministri                     | PagoPA, Team per la Trasformazione Digitale                                                                               |
| Serramaxi & Serramidi                         | serre                           | Serranova                                                 | Stefano Chiocchini |
| XOSOFT di IIT                                 | supporto per la deambulazione   | Fondazione Istituto Italiano di Tecnologia                | Fondazione Istituto Italiano di Tecnologia, University of Limerick, Saxion University of Applied Sciences per IIT         |
| Contro l'oggetto. Conversazioni sul design    | libro                           | Quodlibet Editore                                         | Emanuele Quinz |
| Designing in Dark Times: An Arendtian Lexicon | libro                           | Bloomsbury Publishing                                     | Virginia Tassinari, Eduardo Staszowski, Clive Dilnot, Andrew LeClair, Laura Wing, Lesley Onstott, Lucas Teixeira Vaqueiro |

## Premi alla carriera

### Premi alla carriera italiani
I premi alla carriera italiani sono stati assegnati a:
- Giovanni Anceschi;
- Francesco Binfaré;
- Giulio Cappellini;
- Antonio Citterio;
- Brunello Cucinelli;
- Michele De Lucchi;
- Rossana Orlandi;
- Rosy Vago;
- Giancarlo Zanatta.

### Premi alla carriera internazionali
I premi alla carriera internazionali sono stati assegnati a:
- Lidewij Edelkoort;
- Hans Muth;
- Peter Opsvik.

## Targa giovani
La Targa Giovani è il premio che il Compasso D'Oro riserva a giovani designer, che partecipano con progetti, autoproduzioni, studi o ricerche oggetto di tesi o di esame finale.
Per l'edizione XXVII del Compasso D'Oro sono stati premiati tre progetti:

### Adversarial Knitted Fashion - Cap_able
Tesi di laurea specialistica presso il Politecnico di Milano di Rachele Didero con il relatore Giovanni Maria Conti e co-relatore Martina Motta.
"Un metodo per ottenere un tessuto di maglia che riproduce una "immagine avversaria": un'immagine in grado di ingannare i sistemi informatici di riconoscimento facciale, per creare un prodotto che rende chi lo indossa consapevole di preservare la privacy."

### Honest
Esame finale del Laboratorio di Design del Prodotto 2 presso l'Università degli Studi della Repubblica di San Marino con il relatore Marco Ferreri e co-relatore di Pietro Garofalo. Gli studenti a vincere il premio del Compasso D'Oro Targa Giovani sono: Antonio Di Ruocco, Alice Giovagnoli, Anna Macellari, Menel Touhami, Arianna Tura.
"Un'arnia che offre a tutti la possibilità di dedicarsi, nel proprio giardino, all'apicoltura in modo semplice ed etico: un progetto nato dalla consapevolezza dei rischi a cui le api sono attualmente esposte e del loro ruolo fondamentale nell'ecosistema."

### Unfolding Brussels - Colonial traces in the public space
Esame finale di Laura Simonati presso ENSAV La Cambre, Bruxelles.
"Progetto editoriale sul rapporto tra spazio pubblico e memoria coloniale che analizza una fase tragica della storia del Belgio - la colonizzazione del Congo - attraverso monumenti, edifici e strane di Bruxelles che ne portano la memoria."